# Lorenzo Lorusso
Lorenzo Lorusso, O.P. (* 25. března 1967 Bari) je italský římskokatolický kněz, dominikán a bývalý podsekretář Kongregace pro východní církve.

## Život
Narodil se 25. března 1967 v Bari.
Roku 1990 složil své řeholní sliby v Řádu bratří kazatelů a dne 22. července 1995 byl vysvěcen na kněze.
Roku 1995 získal licenciát z teologie na Katolické univerzitě v Toulouse a roku 1997 získal licenciát ve východním kanonickém právu na Papežském východním institutu, kde později získal i doktorát (1999).
Na Univerzitě La Sapienza obdržel titul docenta východního a latinského kanonického práva a roku 2012 se stal rektorem baziliky svatého Mikuláše v Bari.
Roku 2008 se stal poradcem Papežské rady pro výklad legislativních textů a roku 2014 poradcem Kongregace pro východní církve.
Dne 15. listopadu 2014 jej papež František jmenoval podsekretářem Kongregace pro východní církve.
V listopadu 2019 rezignoval na funkci podsekretáře.